# Титанат свинца
Титана́т свинца́ — химическое неорганическое соединение с химической формулой PbTiO3, свинцовая соль метатитановой кислоты, или смешанный оксид титана-свинца PbO·TiO2.
Широко используемый сегнетоэлектрик со структурой перовскита.

## Физические свойства

Структура элементарной кристаллическая ячейки титаната свинца при температуре ниже точки Кюри — структура перовскита (справа) и при температуре выше точки Кюри (слева)

Жёлтый порошок, или желтые кристаллы очень плохо растворим в воде. Растворимость зависит от кислотности среды, при pH=3 растворимость 4,9·10−4 моль/л, при pH≈7,7: 1.9·10−4 падает до неразрешимых применённым методом измерения концентраций <3.2·10−7 моль/л, в диапазоне pH от 10 до 11.
При комнатной температуре имеет тетрагональную структуру типа перовскита (пространственная группа P4mm). При охлаждении из высокосимметричной высокотемпературной области в низкосимметричную низкотемпературную область до температуры Кюри, равной 493 °C, испытывает сегнетоэлектрический фазовый переход из кубической неполярной структуры — в тетрагональную полярную структуру.
Среди сегнетоэлектриков характеризуется одном из наиболее высоких значений спонтанной поляризации при комнатной температуре — 0,75 Кл/м2.
Используется как компонент для изготовления сегнетоэлектрической керамики, в частности, цирконата-титаната свинца (ЦТС) PbZrxTi1-x)O3, 0≤x≤1, обладающего высокими пьезоэлектрическими свойствами.